# Pojate
Pojate (cyr. Појате) – wieś w Serbii, w okręgu rasińskim, w gminie Ćićevac. W 2011 roku liczyła 846 mieszkańców.